# Dancing Lady
Dancing Lady is een Amerikaanse muziekfilm uit 1933 onder regie van Robert Z. Leonard. De voornaamste acteurs in de film zijn Joan Crawford, Clark Gable, Franchot Tone, May Robson, Fred Astaire, Nelson Eddy en Ted Healy en zijn Three Stooges.
De film betekende een doorbraak voor Astaire, die als zichzelf te zien is en danst met Crawford. Daarnaast bevat de film het befaamde liedje Everything I Have Is Yours.

## Verhaal
Janie "Duchess" Barlow is een arme en hardwerkende danser in een burleske theater in Manhattan. Ze wordt gespot door Tod Newton, een rijke en hoogstaande man die verliefd op haar wordt. Ze ontmoeten elkaar wanneer iedereen in het theater, waaronder Janie, wordt gearresteerd en Tod de borg betaalt. Janie weigert zijn vrijgevigheid en belooft hem terug te betalen. Echter, dit weerhoudt Tod er niet van een auditie te regelen voor een Broadway musical voor de actrice. Patch Gallagher is niet geïnteresseerd in haar, maar Janie weet uiteindelijk zijn bewondering te winnen. Hierdoor wordt ze de ster van de show. De jaloerse Tod kan niet aanzien hoe Janie en Patch op elkaar verliefd worden en koopt de musical om deze vervolgens te sluiten. Janie en Patch zijn inmiddels zo verliefd geworden, dat ze al hun geld bij elkaar schrapen om zelf een productie te beginnen.

## Rolverdeling
| Acteur        | Personage              |
| ------------- | ---------------------- |
| Joan Crawford | Janie "Duchess" Barlow |
| Clark Gable   | Patch Gallagher        |
| Franchot Tone | Tod Newton             |
| May Robson    | Dolly Todhunter        |
| Fred Astaire  | Zichzelf               |
| Ted Healy     | Steve                  |